# Ткачик жовтоголовий
Тка́чик жовтоголовий (Ploceus dorsomaculatus) — вид горобцеподібних птахів ткачикових (Ploceidae). Мешкає в Центральній Африці.

## Опис
Довжина птаха становить 14 см. У самців голова і верхня частина тіла переважно чорні, нижня частина тіла жовта. На спині жовті пляма, верхня частина голови жовта, горло чорне. У самиць горло і потилиця жовті, тім'я чорне. У молодих птахів нижня частина тіла оливково-зелена, верхня частина тіла чорнувато-коричнева, дзьоб коричнюватий.

## Поширення і екологія
Жовтоголові ткачики мешкають в Камеруні, Габоні, Республіці Конго, Демократичній Республіці Конго і Центральноафриканській Республіці. Вони живуть у вологих гірських і рівнинних тропічних лісах, зустрічаються зграйками, іноді приєднуються до змішаних зграй птахів. Живляться комахами, яких шукають в кронах дерев. Сезон розмноження триває з червня по серпень. Жовтоголові ткачики є моногамними, гніздяться парами.